# Гоміндан
Гомінда́н (кит. трад. 國民黨, спр. 国民党, піньїнь: Guómín-dǎng, акад. Ґоміньдан, буквально «Націоналістична партія») — перша правляча політична партія в історії Республіканського Китаю. Партія була заснована Сунь Ятсеном у 1894 році в Гонолулу, Гаваї, як Товариство відродження Китаю. Він реформував партію в 1919 році в Шанхайській французькій концесії під її нинішньою назвою. Партія вела збройну боротьбу з генералами Бейянського угруповання (1912—1928), та пізніше з Комуністичною партією Китаю, намагаючись отримати керівництво всією країною. Боротьба з останньою прийняла форму громадянської війни. Гоміндан зазнала поразки (1949) та була змушена до перенесення на Тайвань. Разом із Першою народною партією сформувала «синю коаліцію», що хоче об'єднання Китаю. Однак Гоміндан був змушений пом'якшити свою позицію, виступаючи за політичний та правовий status quo сучасного Тайваню, оскільки політичні реалії роблять об'єднання Китаю малоймовірним. Гоміндан дотримується політики одного Китаю в тому сенсі, що офіційно вважає, що існує тільки один Китай, але що Республіка Китай, а не Китайська Народна Республіка, є його законним урядом відповідно до консенсусу 1992 року, в той час як «зелена коаліція» на чолі з Демократичною прогресивною партією стоїть на позиціях проголошення Тайваню як незалежної держави під назвою «Республіка Тайвань» (див. Тайванське питання). Щоб послабити напруженість у відносинах з КНР, Гоміндан з 2008 року схвалив політику «трьох ні», визначену Ма Їнцзю, а саме: ні об'єднанню, ні незалежності й ні застосуванню сили.

## Історія

### Північний період: боротьба проти Імперії
Гоміндан було утворено незабаром після Сіньхайської революції, яка поклала край володарюванню маньчжурської династії Цін (з 1644) та цілковито імперському періоду китайської історії (з 221 до н. е.).

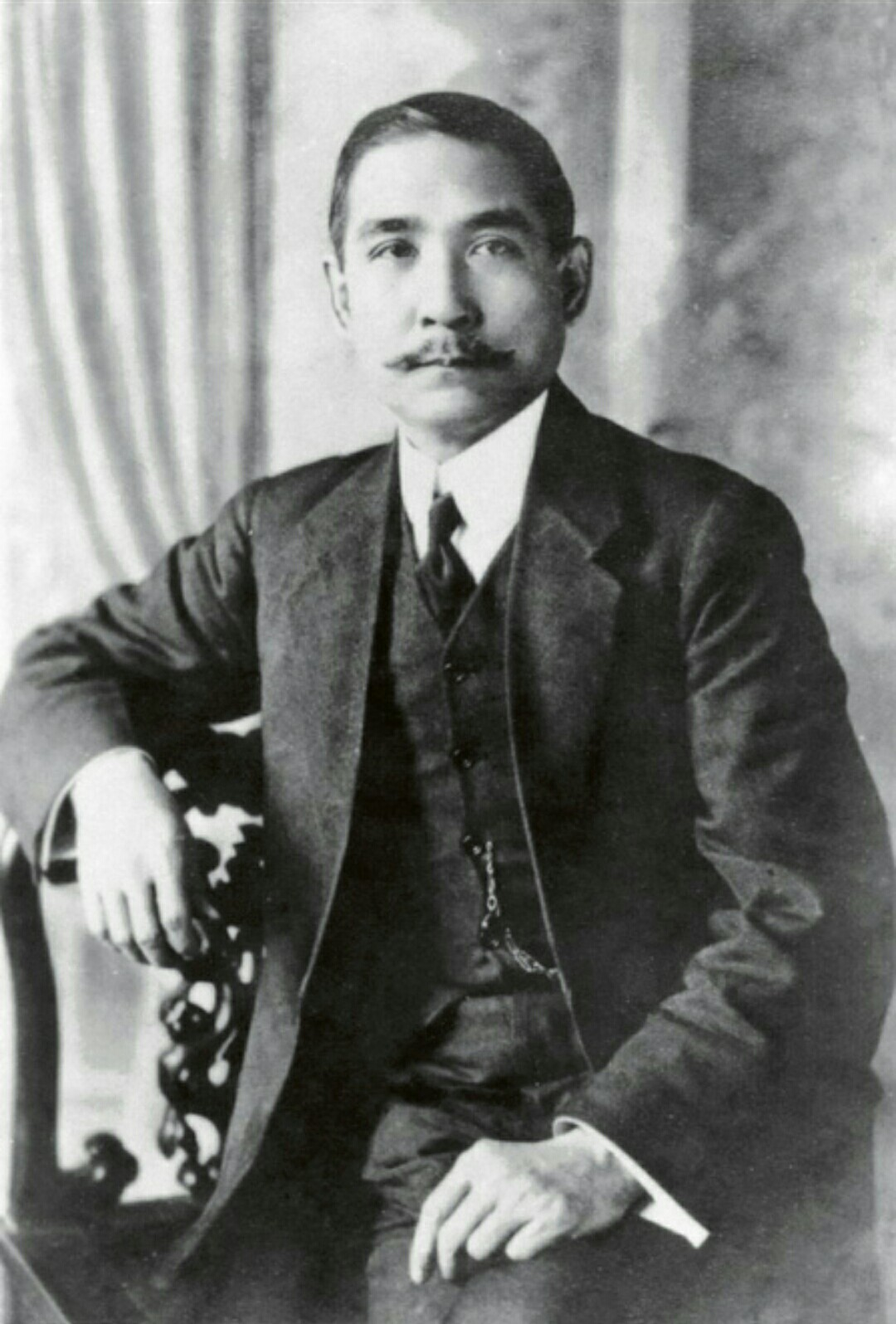
Сунь Ятсен 孫中山 (1866—1925)

Ідеологом і організатором Гоміндану був доктор Сунь Ятсен, прихильник китайської націоналістичної ідеї, який 1894 року в Гонолулу на Гаваях заснував Товариство відродження Китаю 興中會. У 1905 році Сунь Ятсен приєднався до інших антимонархічних товариств у Токіо, щоб заснувати Революційний альянс 同盟會; його метою було повалити династію Цін і утворити республіку. Альянс брав участь у плануванні Сіньхайської революції 1911 року й заснуванні Китайської республіки 1 січня 1912. Однак Сунь Ятсен не мав військових підрозділів і тому був змушений поступитися посадою на користь тимчасового президента республіки, мілітариста Юань Шикая (1859—1916), який 12 лютого організував зречення від влади останнього імператора Китаю Пуї.
Гоміндан було засновано 25 серпня 1912 в Пекіні, зусиллями Революційного альянсу та кількох дрібних революційних партій, щоб брати участь у національних виборах. Сунь Ятсена було обрано на голову партії, а Хуан Сін 黃興 (Huang Xing, 1874—1916) став його заступником. Найвпливовішим членом партії був третій старшинством партієць, Сун Цзяожень 宋教仁 (Song Jiaoren, 1882—1913), що забезпечив масову підтримку партії з боку аристократії та купців, які симпатизували конституційній парламентській демократії. Члени Гоміндану бачили себе як стримувальну силу біля керівництва президента Юань Шикая, при цьому їхнім головним політичним супротивником стали конституційні монархісти. У грудні 1912 року Гоміндан отримав переважну більшість голосів у Національній асамблеї, Сун Цзяожень став парламентським лідером.
Президент Юань Шикай ігнорував парламент, а в 1913 році, за таємним наказом президента, Цзяоженя було вбито. У липні 1913 року члени Гоміндану під проводом Сунь Ятсена влаштували Другу революцію, що по суті була погано спланованим збройним повстанням проти Юань Шикая. Повстання було придушено, а в листопаді президент Юань Шикай оголосив партію Гоміндан поза законом. Багато членів партії були змушені шукати політичного притулку в Японії. На початку 1914 року парламент був скасований, а в грудні 1915 Юань Шикай оголосив себе імператором.
У 1914 році, перебуваючи в Японії, Сунь Ятсен заснував Китайську революційну партію, але багато хто з його старих товаришів, включаючи Хуан Сіна, Чень Цзюнміна 陳炯明 (1878—1933), Ху Ханьміня 胡漢民 (1879—1936) і Ван Цзінвея 汪精衛 (1883—1944, див. нижче), відмовилися приєднатися до нього і не підтримали його намір підняти чергове збройне повстання проти Юань Шикая. Нові члени Китайської революційної партії повинні були складати присягу на вірність самому Сунь Ятсену, і багато хто з революціонерів визнали це антидемократичною тенденцією, яка суперечила духу революції.

### Південний період: співпраця з Комінтерном

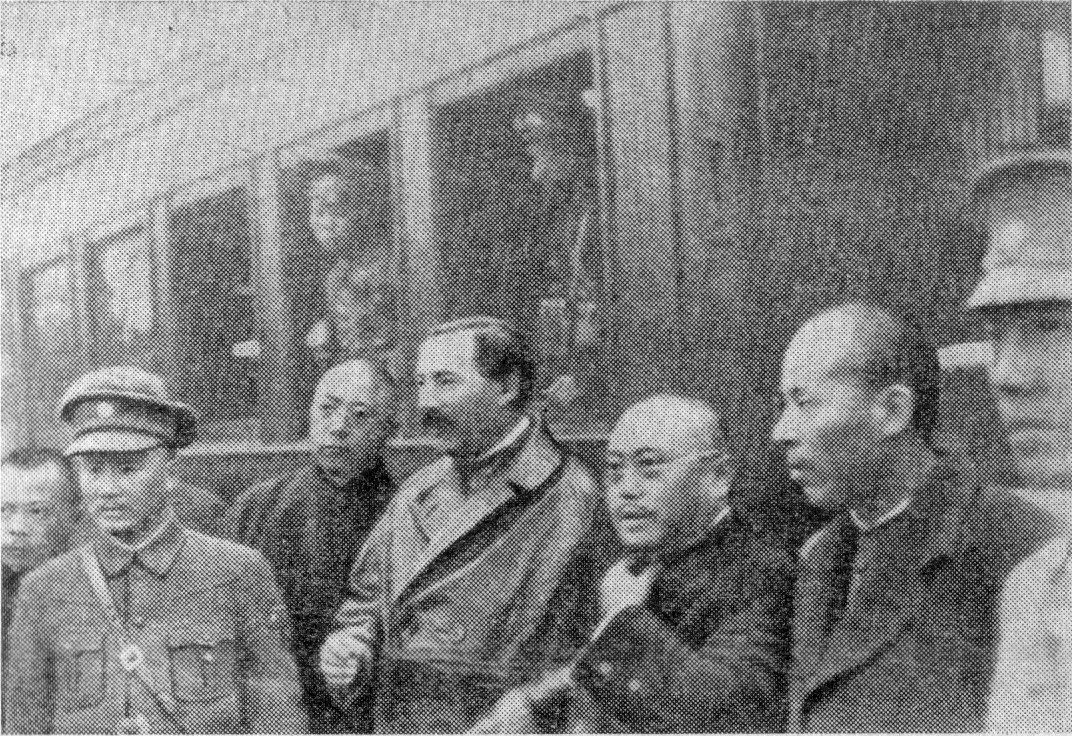
М. М. Бородін у Наньчані, 1926.

Сунь Ятсен повернувся до Китаю в 1917 році та заснував у Кантоні власний уряд, проте незабаром був вигнаний і змушений тікати до Шанхаю. 10 жовтня 1919 він відродив свою партію, але тепер назвав її «Китайський Гоміндан» 中國 國民黨 (стара організація носила ім'я просто «Гоміндан»). У 1920 році Сунь Ятсену та його партії вдалося отримати владу в Гуанчжоу. Після невдалих спроб отримати визнання за кордоном у 1923 році Гоміндан домовився про співробітництво з Радянською Росією. Починаючи з цього року у південний Китай почали приїжджати радники з СРСР, серед яких найвизначнішим був представник Комінтерну Михайло Бородін (Грузенберг, 1884—1951). Їхніми завданнями були реорганізація Гоміндану і налагодження співпраці між нею і Комуністичною партією Китаю, в результаті чого було створено Перший об'єднаний фронт двох партій.
Радянські радники допомогли націоналістам з навчанням агітаторів, а в 1923 році один із довірених людей Сунь Ятсена, Чан Кайши (майбутній лідер партії), був відправлений до Москви на військові та політичні курси. На першому партійному з'їзді в 1924 році, де також були присутні члени інших партій, в тому числі комуністи, була прийнята програма Сунь Ятсена, що ґрунтується на «трьох принципах народу» 三民主義: націоналізм 民族主義 (свобода від іноземного втручання), демократія 民權主義 та процвітання 民生主義 (народний добробут).
Після смерті Сунь Ятсена в 1925 році політичне керівництво партією переходить до представника лівого крила Ван Цзінвея та представника правого крила Ху Ханьміна. Реальна влада однак залишається в руках Чан Кайши, який, як керівник військової академії Вампу, тримав під контролем армію і, відповідно, Кантон, провінцію Гуандун, а також сусідню провінцію Гуансі. Кантонський уряд націоналістів став чітко опозиційним до влади мілітаристів, які знаходились у Пекіні. На відміну від Сунь Ятсена, Чан Кайши практично не мав друзів-європейців і не розбирався у західній культурі. Практично всі політичні, економічні та революційні ідеї Сунь Ятсена були запозичені із західних джерел, які він вивчав, перебуваючи на Гаваях і пізніше в Європі. Чан Кайши, навпаки, всіляко підкреслював своє китайське походження та зв'язок із китайською культурою. Кілька поїздок на Захід ще більше підкріпили його націоналістичні погляди. Він активно вивчав китайські класичні тексти та китайську історію. З «трьох народних принципів», проголошених Сунь Ятсеном, для нього найближчим був принцип націоналізму. Чан Кайши також схвалював ідею Сунь Ятсена щодо «політичної опіки». Ґрунтуючись на цій ідеології, він перетворив себе на диктатора Китайської республіки, спочатку у Континентальному Китаї, а пізніше на Тайвані, коли національний уряд перебрався туди.

### Об'єднання Китаю, розрив із комуністами
У 1926—1927 рр. Чан Кайши очолив Північний похід, що призвело до завершення ери мілітаристів, і об'єднав Китай під владою Гоміндана. Чан Кайши став головнокомандувачем Національно-революційної армії. За фінансової та кадрової підтримки з боку СРСР, Чан Кайши за дев'ять місяців зумів завоювати південну частину Китаю. У квітні 1927 року, після різанини червоної гвардії у Шанхаї, стався остаточний розрив між Гомінданом і комуністами. Націоналістичний уряд, який на той час перемістився в Ухань, позбавив його повноважень, але Чан Кайши не підкорився і заснував власний уряд у Нанкіні. Коли в лютому 1928 Уханьський уряд остаточно розвалився, Чан Кайши залишився єдиним чинним керівником країни. Після захоплення Пекіна силами західних союзників і передачі його під владу Гоміндану партія нарешті отримала міжнародне визнання. Відповідно столиця була перенесена з Пекіна в Нанкін — стародавню столицю імперії Мін, що стало символом остаточного відмежування від маньчжурської династії Цин. Період з 1927 по 1937 рік, коли Гоміндан керував Китаєм, отримав назву Нанкінська декада.
Спочатку Гоміндан сповідувала принципи, близькі до американського федералізму та захищала незалежність провінцій. Однак після зближення з СРСР політичні цілі змінилися. Тепер ідеалом стала централізована однопартійна держава з єдиною ідеологією. Навколо образу Сунь Ятсена був сформований справжній культ. Комуністи були витіснені з південного та центрального Китаю у рідконаселені гірські регіони. Із 86 тисяч солдатів лише 20 тисяч змогли витримати перехід в 10 тисяч км до провінції Шеньсі (див. Великий похід китайських комуністів). Тим часом сили Гоміндану, із допомогою радників з Німеччини, продовжували атакувати відступаючих комуністів. Ця політика продовжувалася аж до японського вторгнення.

### Японо-китайська війна
Чжан Сюелян (1901—2001) вважав, що японці є серйознішою загрозою, ніж комуністи. Він узяв Чан Кайши в заручники під час Сіанського інциденту в 1937 році та змусив його піти на союз з КПК заради перемоги над завойовниками.

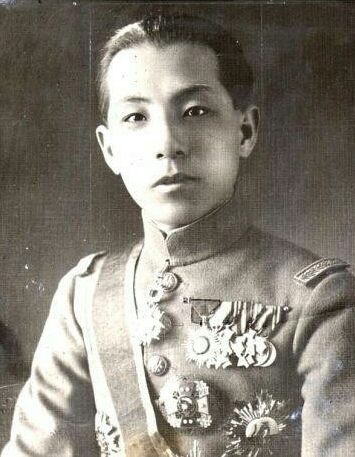
Чжан Сюелян у 1928 році

Союз між комуністами та Гомінданом залишався лише номінальним: після нетривалого періоду співпраці обидві армії почали битися з японцями самостійно, а часом навіть нападали один на одного.
Під час правління Чан Кайши у Гоміндані почалася небачена корупція. Для вирішення політичних завдань Гоміндан вдавався до послуг кримінальних злочинців. Так у квітні 1927 за допомогою Ду Юешена, голови Зеленої банди, націоналісти організували різанину шанхайських робітників. Під час війни з Японією постійно виникали конфлікти з США, які постачали матеріальну допомогу китайським військам. Американський президент Трумен писав, що «всі ці Чани, Куни та Суни — суцільні злодії», які привласнили військове майно на 750 мільйонів доларів США.
Гоміндан не цурався тактики терору проти комуністів та широко використовував секретну поліцію для придушення опору своїх політичних супротивників.
Після поразки Японії війна між комуністами та Гомінданом відродилася з новою силою. Армія комуністів швидко зростала — в основному завдяки декільком прорахункам чинного уряду. Після демобілізації багато солдатів залишилися без діла, тому охоче приєднувалися до комуністів заради харчового пайка. Крім того, в країні панувала гіперінфляція. У спробі її приборкати уряд у серпні 1948 року заборонив приватним особам володіти золотом, сріблом і іноземною валютою. Цінності вилучалися, а натомість населення отримувало паперові «золоті сертифікати», які через 10 місяців зовсім знецінилися. Результатом стало масове невдоволення.
Війська Чан Кайши обороняли тільки великі міста, тому загони комуністів могли безперешкодно пересуватися сільською місцевістю. Вже до кінця 1949 комуністи контролювали практично весь континентальний Китай, і керівництво Гоміндану було змушене відступити на Тайвань. При цьому з материка була вивезена значна частина партійної скарбниці. На Тайвань перебралося близько 2 млн біженців, у тому числі й військових. Деякі члени партії залишилися на материку і, відмежувавшись від Гоміндану, заснували Революційний комітет Гоміндану, який досі існує як одна з восьми дрібних зареєстрованих партій Китаю.

### Тайванський період
Гоміндан контролював Тайвань у рамках авторитарної однопартійної системи до кінця 70-х, коли почалися реформи, які тривали півтора десятиліття і перетворили Тайвань на демократичне суспільство.
Під час перебування на Тайвані Гоміндан став найбагатшою політичною партією у світі. Свого часу її власність оцінювалася за різними даними від 2,6 до 10 мільярдів доларів США. Однак після 2000 р. почалася ліквідація цих активів.
Після закінчення громадянської війни деякі підконтрольні Гомінданом військові формування відступили з Сичуані та Юннані на суміжну територію Бірми, де довго контролювали частину території Золотого трикутника. Їхня більша частина була знищена або самостійно евакуювалася на Тайвань на початку 1961, коли бірманці пустили до себе НВАК для проведення операцій з зачищення території. Однак до 3000 солдатів гомінданівського війська залишалися в північному Таїланді та прикордонних районах Бірми і Лаосу (командувач так званої 3-ї Армії, генерал Лі Веньхуань, навіть вибудував собі особняк у Чіангмаї), де вони співпрацювали з ЦРУ під час війни у В'єтнамі і брали участь в опіумній війні 1967.
Під час громадянської війни деяка частина членів партії перейшли на бік комуністів, увійшовши до складу прокомуністичного «Єдиного фронту» у вигляді так званого Революційного комітету Гоміндану. Ця організація існує в КНР і понині.